# Anomala corpulenta
Anomala corpulenta är en skalbaggsart som beskrevs av Victor Ivanovitsch Motschulsky 1854. Anomala corpulenta ingår i släktet Anomala och familjen Rutelidae. Inga underarter finns listade i Catalogue of Life.